# 張孝文
張 孝文（ちょう こうぶん、1935年10月 - ）は、中華人民共和国の教育者。浙江省鄞県出身。元清華大学学長。

## 経歴
1935年10月、浙江省鄞県で生まれる。1957年、清華大学機械製造系を卒業。以後、教授、博士課程指導者、化学科主任、理学院副院長、副学長、学長を歴任した。1993年に中華人民共和国国家教育委員会副主任に就任し、1998年に退任した。